# João Rodrigues (rink hockey)
Pour les articles homonymes, voir João Rodrigues (homonymie).
João Miguel Brazão Rodrigues dit João Rodrigues est un joueur international portugais de rink hockey né le 15 juillet 1990.
Il évolue depuis 2024 au sein du SL Benfica.

## Palmarès

### En sélection nationale
Portugal
- Championnat du monde (1)
  - Vainqueur : 2019

- Championnat d'Europe (1)
  - Vainqueur : 2016

- Coupe des nations (4)
  - Vainqueur : 2011, 2013, 2015 et 2019

- Golden CAT (2)
  - Vainqueur : 2023, 2024

- Championnat d'Europe des moins de 19 ans (1)
  - Vainqueur : 2008

- Championnat d'Europe des moins de 17 ans (1)
  - Vainqueur : 2005

### En club

#### CD Paço de Arcos
- Championnat du Portugal des moins de 20 ans (1)
  - Champion : 2007

- Championnat du Portugal des moins de 15 ans (1)
  - Champion : 2005

- Championnat du Portugal des moins de 13 ans (2)
  - Champion : 2001 et 2003

| - Intercontinentale Cup (2) - Vainqueur : 2013, 2017 - WSE Champions League (2) - Vainqueur : 2013 et 2016 - WSE Cup (1) - Vainqueur : 2011 - WSE Continental Cup (3) - Vainqueur : 2011, 2013 et 2016 - Championnat du Portugal (3) - Champion : 2012, 2015 et 2016 - Coupe du Portugal (3) - Vainqueur : 2010, 2014 et 2015 - Supercoupe du Portugal (2) - Vainqueur : 2010 et 2012 - Elite Cup (1) - Vainqueur : 2024 | - Intercontinentale Cup (2) - Vainqueur : 2018, 2023 - WSE Continental Cup (1) - Vainqueur : 2018 - Championnat d'Espagne (5) - Champion : 2019, 2020, 2021, 2023 et 2024 - Coupe d'Espagne (4) - Vainqueur : 2019, 2022, 2023 et 2024 - Supercoupe d'Espagne (3) - Vainqueur : 2020, 2022 et 2023 - Liga Catalã Hóquei Patins (4) - Vainqueur : 2018, 2019, 2020 et 2021 |